# Raman Stsyapanaw
Raman Stsyapanaw (tiếng Belarus: Раман Сьцяпанаў; tiếng Nga: Роман Степанов; sinh 6 tháng 8 năm 1991) là một cầu thủ bóng đá Belarus. Tính đến năm 2018, anh thi đấu cho Torpedo Minsk.

## Danh hiệu
Torpedo-BelAZ Zhodino
- Vô địch Cúp bóng đá Belarus: 2015–16